# Kampfschwimmer

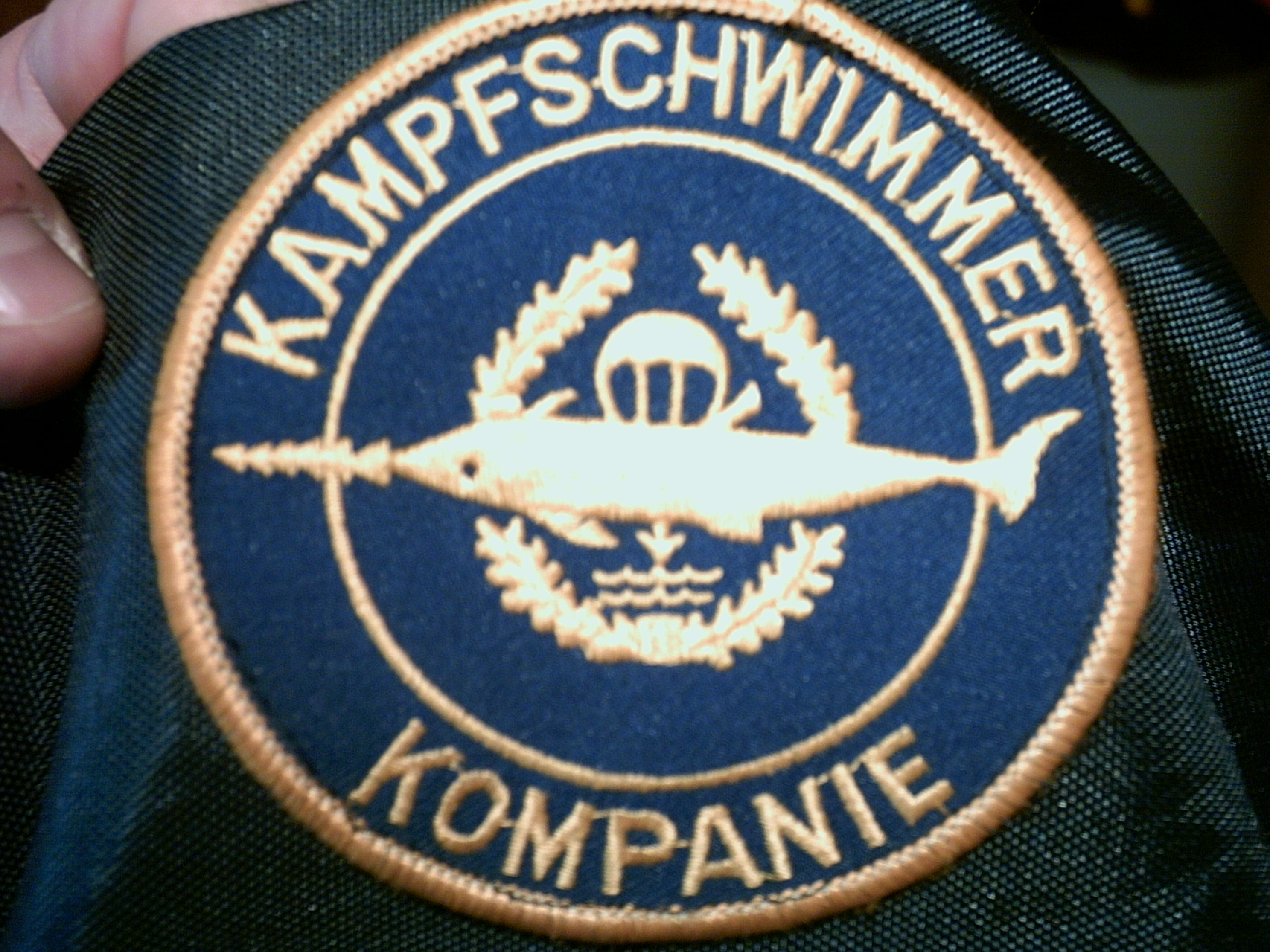
Badge des Kampfschwimmer.

Les Kampfschwimmer (« nageurs de combat » en français), ou Verwendungsgruppe 3402, sont les nageurs de combat de la marine allemande.
Créée en 1955 lors de l'entrée de l'Allemagne de l'Ouest dans l'Organisation du traité de l'Atlantique nord, cette unité est active depuis 1958. Elle est basée à Eckernförde.